# Liste der Naturdenkmale in Wahlrod
Die Liste der Naturdenkmale in Wahlrod nennt die im Gemeindegebiet von Wahlrod ausgewiesenen Naturdenkmale (Stand 13. Juni 2024).

## Naturdenkmale
| Nr.         | Bezeichnung | Lage                      | Beschreibung                                                      | Bild                          |
| ----------- | ----------- | ------------------------- | ----------------------------------------------------------------- | ----------------------------- |
| ND-7143-402 | Beilstein   | Beilstein, bei Nr. 1 Lage | Basaltkegel von etwa 40 m Durchmesser; flächenhaftes Naturdenkmal | mehr Fotos \| Fotos hochladen |